# Acratophorus argentinensis
Acratophorus argentinensis è un terapside estinto, appartenente ai dicinodonti. Visse nel Triassico medio (Anisico, circa 245 - 243 milioni di anni fa) e i suoi resti fossili sono stati ritrovati in Sudamerica.

## Descrizione
Questo animale era di dimensioni medio-grandi se rapportato ad altri dicinodonti, e poteva raggiungere i 2 metri di lunghezza. Come tutti i dicinodonti, Acratophorus era dotato di un cranio robusto terminante in un grosso becco simile a quello di una tartaruga. Tra le caratteristiche distintive di Acratophorus vi erano la presenza di due zanne superiori spatolate con molteplici zone di usura, lunghe piastre palatali e dentarie, una protuberanza coronoide particolarmente alta e l'orientamento orizziontale del recesso articolare. Le orbite, inoltre, erano insolitamente grandi e tondeggianti. Rispetto all'affine Kannemeyeria, il prefrontale era più corto, l'occipite era orientato più verticalmente, il preparietale era separato dal pineale e il lacrimale separava osso nasale e mascella. Le estensioni parietali del frontale, inoltre, erano molto più corte.

## Classificazione
Il genere Acratophorus è stato istituito nel 2021 per accogliere la specie Kannemeyeria argentinensis, descritta inizialmente da José Bonaparte nel 1966 sulla base di fossili rinvenuti nella formazione Rio Seco de la Quebrada, nella provincia di Mendoza in Argentina. Inizialmente considerate risalenti al Triassico medio, le rocce di questa formazione sono state in seguito attribuite all'inizio del Triassico superiore (Ottone et al., 2014). Alcuni studi accostarono questa specie al genere Vinceria, ma gli studi del 2021 confermarono le parentele con Kannemeyeria, pur attribuendola a un genere a sé stante. Lo stesso studio ha attribuito alla stessa specie anche la specie Vinceria vieja, nota per fossili rinvenuti nella medesima formazione.

## Paleoecologia
L'anatomia funzionale delle fauci di Acratophorus era molto differente da quella di Kannemeyeria; gli angoli delle articolazioni del recesso e dell'espansione coronoide implicano che le piastre dentarie fossero spinte in una lunga azione tagliente contro il palato secondario. In Kannemeyeria, invece, le fauci funzionavano come una macina. Evidentemente questi due dicinodonti, entrambi vegetariani, dovevano nutrirsi in modo molto diverso, e probabilmente di tipi di piante differenti.